# PinchukArtCentre

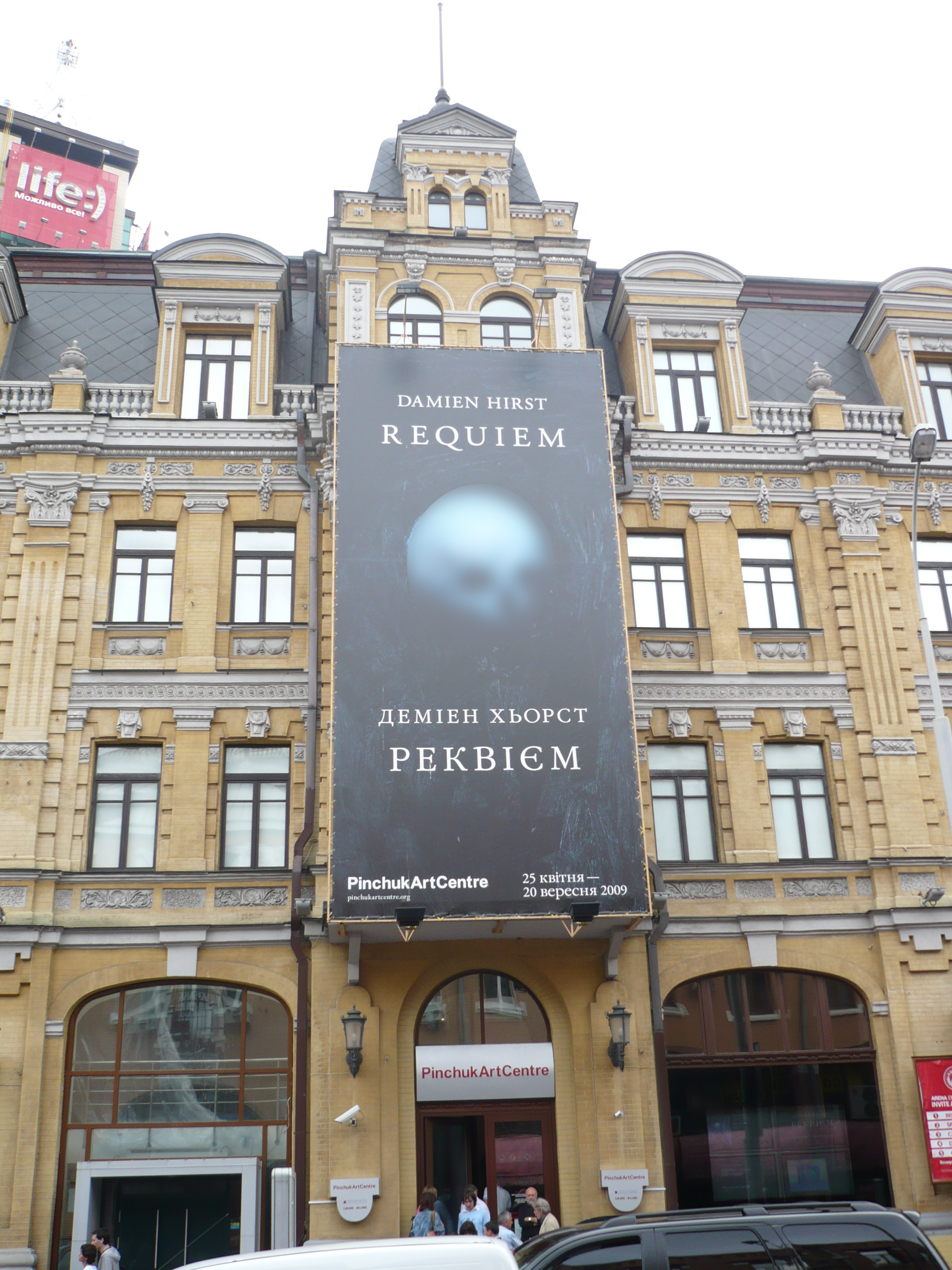
PinchukArtCentre

PinchukArtCentre — Centro de arte contemporáneo, localizado en Kiev. Se abrió el 16 de septiembre, 2006 por Victor Pinchuk Fundación.
PinchukArtCentre Es un centro internacional para arte contemporáneo del siglo XXI. Es una plataforma abierta  para los artistas, el trabajo de arte y la sociedad.
Está dirigido a la exhibición de nuevas producciones artísticas, tanto nacionales como internacionales. Es un lugar ideal  para obras de artistas individuales y colectivos de artistas de nuestra época que reflejan y representan la complejidad del mundo, transformándolo en una forma única y nueva. La entrada a PinchukArtCentre es gratis.
Esto determina de forma sostenible su trabajo y crear una identidad corporativa en los siguientes campos de actividad: colección, exposiciones, proyectos, comunicación, educación, publicaciones e investigaciones.
PinchukArtCentre es el museo privado más grande en Europa Oriental. PinchukArtCentre organiza exposiciones de destacados artistas internacionales y de Ucrania y apoya varias otras iniciativas de arte cultural. En 2007 y 2009, el PinchukArtCentre oficialmente representó Ucrania en el Venice Biennale.

## Historia
A la fecha, el PinchukArtCentre ha presentado exposiciones importantes:
- “Espacio nuevo”, una exposición de apertura por el varios artistas internacionales y ucranianos;
- “Generaciones.UsA”, un espectáculo de grupo con veinte ucraniano joven y artistas americanos;
- “Vik Muniz: Una Encuesta”, una exposición por el bien-artista brasileño sabido Vik Muniz;
- “Un Instinctive Ojo”, una selección de fotografía contemporánea de la Colección de John de Elton de Señor;
- “REFLEXIÓN”, una exposición de adquisiciones reciente que incluye artistas como: Serhiy Bratkov, Antony Gormley, Andreas Gursky, Damien Hirst, Jeff Koons y Takashi Murakami;
- “Mariko Mori: Oneness”, una exposición de escala grande por el artista japonés, Mariko Mori;
- “Paul McCartney — Pinturas”, una exposición de encuesta de pinturas por Señor Paul McCartney;
- “Rhine En El Dnipro: Julia Stoschek Colección / Andreas Gursky”, una exposición de arte de vídeo temática con diecisiete artistas internacionales e importantes fotografía de una personas exposición;
- Exposición del artista británico Sam Taylor-Madera y “21 RUSIA”, un escaparate de grupo de artistas rusos contemporáneos.
- “RÉQUIEM”, el espectáculo retrospectivo más grande del artista británico Damien Hirst;
- Exposición de 20 shortlisted artistas para el PinchukArtCentre Premio y un espectáculo de grupo de artistas ucranianos de la generación grande “BOSQUE ROJO”;
- Dos solo paralelo exposiciones: “Asuntos de Fe” por indios Subodh Gupta y “Ucrania” por Sergey Bratkov;
- Sexualidad y Trascendencia @– una exposición de grupo internacional importante;
- Exposición de solo de Takashi Murakami;
- 21 Shortlisted Artistas del Premio de Arte de Generación Futuro Exposición de Grupo;
- Exposición de solo del artista sudafricano Candice Breitz: "Tú+yo";
- Espectáculo de solo por artista mexicano Damian Ortega “la herramienta Mordió”;
- "Plataforma de colección 1: Circulación";
- "Vuestro futuro emocional", exposición de solo por Olafur Eliasson;
- Exposición de solo de Cinthia Marcelle, el ganador del Premio Principal del Premio de Arte de Generación Futuro 2010;
- Exposición del 20 shortlisted artistas para el PinchukArtCentre Premio 2011;
- "Si no hay ninguna agua corriendo de vuestro grifo" @– una exposición de solo por artista ucraniano Oleksandr Roytburd en el contexto de РАС-UA;
- "Entrada de parte posterior al museo" por Iliya Chichkan y Psyfox, un РАС-UA proyecto.

Aparte de proyectos de escala grande, el centro de arte aguanta plazo corto PAC-UA las exposiciones que presentan trabajos nuevos únicos por artistas ucranianos. Todo PAC-UA los escaparates están aguantados en el espacio de arte especial en el 5.º piso del PinchukArtCentre.
En 2008 - 2009, el Centro de Arte presentó espectáculos dentro concepto de Habitación del Proyecto — una serie especial de exposiciones por el jóvenes y emergiendo artistas. Las exposiciones han incluido: «Pastime Paraíso» por Christina Solomukha (Ucrania/de Francia); «Mapa de Arte Del este» por IRWIN (Eslovenia); «Patriotismo. Arte como Presente» por R.E.S. (Ucrania); «Dreamers» por SOSka (Ucrania) y una exposición de solo por Keita Sugiura (Japón).
En 2007 y 2009, PinchukArtCentre oficialmente organizó el Pabellón ucraniano en el 52.º y 53.º Biennale en Venice, con proyectos “Un Poema Sobre un Inland Mar” y “Estepas de Dreamers” respectivamente. En 2011 el centro de arte exposición presentada Premio de Arte de Generación Futuro @ Venice -Acontecimiento Colateral ucraniano en el 54.º Venice Biennale.
En tardío 2008, el PinchukArtCentre el premio estuvo anunciado: el primer premio nacional para artistas jóvenes hasta 35 años. 20 shortlisted los artistas estuvieron seleccionados entre más de 1100 aplicaciones y un jurado internacional escogieron los ganadores del Premio Principal y dos Premios Especiales. Artem Volokitin De Kharkiv ganó el Premio Principal, y Masha Shubina y Oleksii Salmanov conseguía dos Premios Especiales. El PinchukArtCentre ceremonia de premio del Premio estuvo agarrada diciembre  4, 2009.
En 2011, el PinchukArtCentre Premio el comité Experto revisado más de 1,000 aplicaciones recibieron de artistas jóvenes de por todas partes Ucrania y en el extranjero, y formó un shortlist de los candidatos de Premio. Tan parte de una exposición de grupo de 20 shortlisted artistas, 20 artistas nuevos' declaraciones, especialmente producidos con el soporte del PinchukArtCentre para el espectáculo, estuvo presentado en el centro de arte.
Laureates Del PinchukArtCentre Premio 2011 estuvo anunciado en la Ceremonia de Premio que tuvo lugar encima diciembre 9, 2011, en Kiev. El ganador del Premio Principal era Mykyta Kadan; Zhanna Kadyrova y Serhiy Radkevych ganó dos Premios Especiales, y el Premio de Elección Público fue a Mykyta Shalennyi.
Encima diciembre 8, 2009, el Victor Pinchuk la fundación anunció el establecimiento del Premio de Arte de Generación Futuro, un nuevo grande-escala competición internacional para artistas hasta 35 años, con el PinchukArtCentre actuando como el organizador.
Encima junio 29, 2010, siete miembros del Comité de Selección que presenta arte competente y global-profesionales, seleccionó 20 artistas de más de 6,000 aplicaciones que provienen 125 países y dividió encima todos los  continentes. El 21th[la aclaración necesitada] el candidato para el Premio de Arte de Generación Futuro es Artem Volokitin, el ganador del primer PinchukArtCentre Premio 2009.
Encima febrero 6, 2012, proceso de aplicación para la segunda edición del Arte de Generación Futuro bienal el premio estuvo lanzado. Las aplicaciones de todas las artistas  jóvenes son disponibles en línea de febrero 6 a través de mayo 6, 2012, en el sitio web de la competición: futuregenerationartprize.org
Encima diciembre 10, 2010, en el Premio de Arte de Generación Futuro 2010 Ceremonia de Premio los nombres de los ganadores estuvieron anunciados: un artista brasileño Cinthia Marcelle recibió el Premio Principal y Mircea Nicolae, el artista de Rumanía, ganó el Premio Especial.
En febrero 2011 el PinchukArtCentre Plataforma “de Colección presentada: proyecto de Circulación”, una exposición permanente de seleccionó trabajos de la colección que representa principal Internacional y artistas contemporáneos ucranianos. La plataforma de colección está renovada dos veces al año.
En octubre 2011 PinchukArtCentre abrió una aplicación pide el nuevo Curatorial Plataforma @– una dedicación exclusiva de dos años el programa que combina una formación teórica y práctica. El programa es abierto para todos los  ucranianos hasta 30 y les dará acceso para desarrollar su competence en un nivel profesional internacional alto para devenir un experto en el curatorial trabajo, exposición, comunicación, publicación, educación, técnica en el contexto de museo de arte contemporáneo.
Basado en la decisión del comité de selección, el primer Curatorial participantes de Plataforma, escogidos de más de 130 solicitantes, era Lizaveta alemán (23 años, Kiev), Tatiana Kochubynska (26 años, Kiev), Oleksandr Mykhed (23 años, Kiev), Maria Lanko (25 años, Kiev) y Kateryna Radchenko (27 años, Odesa). Estos seleccionaron los solicitantes empezaron su dos-año residency programa en enero 2012.
Tan de febrero 2012, el número total de PinchukArtCentre visitantes desde su abriendo logrados encima 1,475,000 personas.

## Administración
- Director general: Eckhard Schneider
- Director artístico: Bjorn Geldhof
- Director ejecutivo: Dmitry Logvin
- Director de Proyecto sénior: Halyna Stakhurska
- Director de comunicaciones: Dennis Kazvan